# Korreltjeszwam
De korreltjeszwam (Bulbillomyces farinosus) is een schimmel behorend tot de familie Meruliaceae. Hij leeft saprotroof op loof- en naaldbomen die een deel van het jaar onder water staan. Hij komt het meest frequent voor in broekbossen met wilg(Salix) en els (Alnus).